# 7692 Edhenderson
7692 Edhenderson è un asteroide della fascia principale. Scoperto nel 1981, presenta un'orbita caratterizzata da un semiasse maggiore pari a 3,1886336 UA e da un'eccentricità di 0,2025350, inclinata di 20,56557° rispetto all'eclittica.